# Zihlathi Ndwandwe/Mkhatjwa
Zihlathi Ndwandwe (nota anche come Zihlathi Nxumalo; ... – 1975) è stata Ndlovukati durante il regno di Sobhuza II. Era sorella e co-moglie del suo successore, la Ndlovukati Seneleleni Ndwandwe. Zihlathi divenne Ndlovukati nel 1957, a seguito della morte di Nukwase Ndwandwe, zia di Sobhuza II, rimase in carica fino alla sua morte nel 1975 e venne succeduta da sua sorella, Seneleleni Ndwandwe.